# Dieter Schubert
Dieter Schubert (* 11. srpna 1943, Pirna-Copitz) je bývalý východoněmecký veslař. Dvakrát se stal na čtyřce bez kormidelníka olympijským vítězem, v roce 1968 v Ciudad de México a v roce 1972 v Mnichově.